# Спасина црква у Радичевцу
Спасина црква у Радичевцу по легенди, посвећена је Ђурђевдану, а име је добила по неком Спаси, који је на речици званој Левача радио као воденичар.Црква је саграђена крајем 14. века, непосредно након Косовске битке. Истраживања су вршена средином деведесетих година 20. века. На њеним рушевинама после 2010. године почела је изградња нове цркве, која још увек траје.